# راي إليسون
راي إليسون (بالإنجليزية: Ray Ellison)‏ هو لاعب كرة قدم بريطاني في مركز ظهير ‏، ولد في 31 ديسمبر 1950 في نيوكاسل أبون تاين في المملكة المتحدة. لعب مع نيوكاسل يونايتد.